# 钩序唇柱苣苔
钩序唇柱苣苔（学名：[Chirita hamosa] 错误：{{Lang}}：文本有斜体标记（帮助））为苦苣苔科唇柱苣苔属下的一个种。

## 扩展阅读
維基物種上的相關：钩序唇柱苣苔